# Мошиашвили, Анатолий Ильич
Анато́лий Ильи́ч Мошиашви́ли (11 марта 1950, Кутаиси — 14 августа 2018) — советский легкоатлет, специалист по барьерному бегу. Выступал за сборную СССР по лёгкой атлетике в конце 1960-х — середине 1970-х годов, чемпион Европы в помещении, обладатель серебряной медали Универсиады, многократный победитель и призёр первенств национального значения, действующий рекордсмен Грузии в беге на 60 метров с барьерами. Представлял Тбилиси и спортивное общество «Динамо». Мастер спорта СССР международного класса.

## Биография
Анатолий Мошиашвили родился 11 марта 1950 года в городе Кутаиси Грузинской ССР.
Начал заниматься лёгкой атлетикой в 1963 году, проходил подготовку под руководством тренера Э. М. Алишанова, впоследствии перешёл к Е. С. Гокиели. Состоял в добровольном спортивном обществе «Динамо» (Тбилиси). Окончил юридический факультет Тбилисского государственного университета.
Впервые заявил о себе на международном уровне в сезоне 1968 года, когда вошёл в состав советской национальной сборной и побывал на Европейских юниорских легкоатлетических играх в Лейпциге, откуда привёз награду бронзового достоинства, выигранную в беге на 110 метров с барьерами.
В 1971 году одержал победу на чемпионате страны в рамках V летней Спартакиады народов СССР в Москве и занял четвёртое место на чемпионате Европы в Хельсинки.
В 1972 году был лучшим на зимнем чемпионате СССР в Москве, взял бронзу на чемпионате Европы в помещении в Гренобле, получил серебро на летнем чемпионате СССР в Москве.
В 1973 году превзошёл всех соперников на зимнем и летнем чемпионатах СССР в Москве, стал серебряным призёром на Универсиаде в Москве. На Кубке Европы в Эдинбурге финишировал вторым в личном зачёте бега на 110 метров с барьерами и тем самым помог своим соотечественникам выиграть мужской командный зачёт. Также в этом сезоне установил личный рекорд в барьерном беге на 110 метров — 13,73 секунды.
В 1974 году в третий раз подряд выиграл зимний чемпионат СССР в Москве, одержал победу на чемпионате Европы в помещении в Гётеборге — показанный здесь результат в 7,66 секунды поныне считается национальным рекордом Грузии в беге на 60 метров с барьерами. На летнем чемпионате СССР в Москве удостоился бронзовой награды.
В 1975 году добавил в послужной список бронзовую медаль, выигранную на зимнем чемпионате СССР в Ленинграде, дошёл до стадии полуфиналов на чемпионате Европы в помещении в Катовице.
За выдающиеся спортивные достижения удостоен почётного звания «Мастер спорта СССР международного класса».
Впоследствии постоянно проживал в Москве, где владел собственной юридической компанией. По некоторым данным, умер 14 августа 2018 года в Сербии.